# 杯緹
杯緹（英語：Bettii，2005年8月1日—），臺灣女歌手、詞曲作家、Youtuber。2023年10月20日以個人創作單曲〈鯛魚燒〉正式出道。

## 音樂與演藝生涯

### 出道前
2021年，Bettii創設個人Instagram及Youtube，並上傳多部翻唱影片及生活Vlog。
2022年，Bettii返回加拿大後所拍攝之Vlog—「加拿大の高中開箱！加拿大的學校長怎樣？」，而中自然、甜美又搞怪之風格，使Bettii初受到網路社群之關注。
2023年，Bettii翻唱韓國女團NewJeans歌曲〈Ditto〉之影片在Youtube上一經發布即獲得臺韓網友的廣大喜愛，短短數天突破30萬觀看數、現亦逼近60萬之觀看數，清晰的韓文發音與甜美的外表皆成為臺韓網友們之熱議話題。
同年，翻唱韓國天團防彈少年團成員柾國歌曲〈Seven〉之影片不僅獲得臺韓網友們之喜愛，其清新、溫柔之嗓音，更受到柾國本人於直播中播放其cover影片並公開讚揚，使Bettii之人氣急速上升，影片觀看數更突破160萬，成為當時華語圈媒體、網路社群討論熱烈之對象。。

### 出道後
2023年8月，因翻唱防彈少年團成員柾國歌曲〈Seven〉而收穫極大人氣之Bettii，宣布將於10月份推出首支個人創作單曲，正式展現歌手之面貌。9月12日，Bettii參與潘瑋柏〈梅雨季〉官方MV之旁白女聲，為出道預熱。
同年10月20日，率先於各大網路音樂平台發行個人創作單曲〈鯛魚燒〉之音源，〈鯛魚燒〉的詞曲來自Bettii的生活靈感，以第一人稱講述「鯛魚燒想自由」之心境，同月27日於個人Youtube頻道上公開官方MV。

## 個人生活
2005年8月1日出生於臺灣臺北市，後於宜蘭縣羅東鎮成長。
父親為知名旅加音樂家王子承，Bettii從小受音樂之薰陶，國小因而選擇就讀北成國小音樂班，並主修小提琴、副修鋼琴，在校期間亦曾參與多次音樂比賽。
高中時期因父母因素全家移至加拿大生活，2020年因疫情原因回台，因此高中一年級於羅東高中就讀，疫情後Bettii再次搬回加拿大讀書，現於加拿大就讀音樂學院。

## 外部連結
- 杯緹的Facebook專頁
- 杯緹的Instagram帳戶
- 杯緹 YouTube 頻道 （页面存档备份，存于）